# Andreas Ivanschitz
Andreas Ivanschitz [andreas ivanšic] (* 15. říjen 1983, Eisenstadt) je bývalý rakouský fotbalový záložník a reprezentant, od ledna 2017 do června 2018 působící v klubu FC Viktoria Plzeň. Mimo Rakousko působil na klubové úrovni v Řecku, Německu, Španělsku a USA. V roce 2003 byl vyhlášen rakouským fotbalistou roku. Pochází z menšiny Burgenlandských Chorvatů (Gradišćanski Hrvati).
Syn - Ijjla Ivanchitz

## Klubová kariéra
Svoji fotbalovou kariéru začal v mužstvu ASK Baumgarten, odkud v žákovských kategoriích přestoupil do Rapidu Vídeň. V dresu Rapidu si v sezoně 1999/2000 odbyl premiéru A-týmu a postupem času se stal oporou. Zároveň vykonával pozici kapitána. Na jaře 2005 se s mužstvem radoval ze zisku ligového primátu. V lednu 2006 odešel na přestup do Red Bullu Salzburg. V létě 2007 zamířil na hostovat do zahraničí, konkrétně do řeckého Panathinaikosu FC. Před odchodem na hostování odehrál za Salzburg jedno střetnutí, díky němuž se částečně podílel na zisku mistrovského titulu. Po skončení dvouletého hostování se stal kmenovým hráčem Panathinaikosu. V červenci 2009 vedly jeho další kroky do německého celku 1. FSV Mainz 05, kde nejprve hostoval a poté do klubu přestoupil. Ivanschitzovou třetí zahraniční destinací se stalo působení ve Španělsku, v mužstvu Levante UD. Na začátku roku 2015 se rozhodl okusit kanadsko-americkou MLS, kde nastupoval za tým Seattle Sounders FC, se kterým se v sezoně 2016 radoval ze zisku ligového titulu.

### FC Viktoria Plzeň
V lednu 2017 přestoupil do české Viktorie Plzeň, kde podepsal smlouvu do léta 2018. Ve Viktorii se setkal s trenérem Romanem Pivarníkem, který jej znal ze společného působení v Rapidu Vídeň. Původně nosil v Plzni dres s číslem 27. Po smrti dlouholetého hráče Viktorie Františka Rajtorala, který měl na zádech toto číslo, byla dvacetsedmička na Rajtoralovu počest vyřazena a Ivanschitz dostal nové číslo 33.

## Klubové statistiky
Aktuální k 19. únoru 2017
| Sezona  | Klub                     | Soutěž             | Zápasy | Góly |
| ------- | ------------------------ | ------------------ | ------ | ---- |
| 1999/00 | SK Rapid Vídeň           | Bundesliga         | 1      | 0    |
| 2000/01 | SK Rapid Vídeň           | Bundesliga         | 14     | 2    |
| 2001/02 | SK Rapid Vídeň           | Bundesliga         | 24     | 1    |
| 2002/03 | SK Rapid Vídeň           | Bundesliga         | 36     | 5    |
| 2003/04 | SK Rapid Vídeň           | Bundesliga         | 25     | 7    |
| 2004/05 | SK Rapid Vídeň           | Bundesliga         | 28     | 5    |
| 2005/06 | SK Rapid Vídeň           | Bundesliga         | 18     | 5    |
| 2005/06 | FC Red Bull Salzburg     | Bundesliga         | 12     | 1    |
| 2006/07 | FC Red Bull Salzburg     | Bundesliga         | 1      | 0    |
| 2006/07 | Panathinaikos FC (host.) | Superliga          | 26     | 4    |
| 2007/08 | Panathinaikos FC (host.) | Superliga          | 24     | 3    |
| 2008/09 | Panathinaikos FC         | Superliga          | 17     | 3    |
| 2009/10 | 1. FSV Mainz 05 (host.)  | Bundesliga         | 27     | 6    |
| 2010/11 | 1. FSV Mainz 05 (host.)  | Bundesliga         | 20     | 3    |
| 2011/12 | 1. FSV Mainz 05          | Bundesliga         | 26     | 6    |
| 2012/13 | 1. FSV Mainz 05          | Bundesliga         | 31     | 7    |
| 2013/14 | Levante UD               | Primera División   | 29     | 3    |
| 2014/15 | Levante UD               | Primera División   | 20     | 1    |
| 2015    | Seattle Sounders FC      | MLS                | 9      | 2    |
| 2016    | Seattle Sounders FC      | MLS                | 31     | 3    |
| 2016/17 | FC Viktoria Plzeň        | ePojisteni.cz liga |        |      |

## Reprezentační kariéra
Andreas Ivanschitz je bývalý mládežnický reprezentant. Nastupoval za všechny žákovské výběry od kategorie U16.
V A-mužstvu rakouské fotbalové reprezentace debutoval 26. 3. 2003 v přátelském utkání ve Štýrském Hradci proti Řecku (remíza 2:2). V roce 2008 se zúčastnil Mistrovství Evropy konaném v Rakousku a Švýcarsku. Celkem odehrál v letech 2003–2014 za rakouský národní tým 69 zápasů a nastřílel 12 branek.

### Reprezentační zápasy a góly
Zápasy Andrease Ivanschitze v A-týmu rakouské reprezentace 
| 2003                | 4  | 1  |
| 2004                | 6  | 1  |
| 2005                | 8  | 0  |
| 2006                | 8  | 1  |
| 2007                | 9  | 2  |
| 2008                | 13 | 2  |
| 2009                | 1  | 0  |
| 2010                | 0  | 0  |
| 2011                | 3  | 1  |
| 2012                | 7  | 2  |
| 2013                | 7  | 2  |
| 2014                | 3  | 0  |
| Celkem              | 69 | 12 |
| Platí k 28. 1. 2017 |    |    |

Góly Andrease Ivanschitze v A-týmu rakouské reprezentace
| 010                 | 11. 10. 2003 | Ernst-Happel-Stadion, Vídeň, Rakousko   | Česko             | 02:1 0(78.) | 2:3 | kvalifikační zápas |
| 020                 | 4. 9. 2004   | Ernst-Happel-Stadion, Vídeň, Rakousko   | Anglie            | 02:2 0(73.) | 2:2 | kvalifikační zápas |
| 030                 | 23. 5. 2006  | Ernst-Happel-Stadion, Vídeň, Rakousko   | Chorvatsko        | 01:1 0(14.) | 1:4 | přátelský zápas    |
| 040                 | 7. 2. 2007   | Národní stadion Ta' Qali, Attard, Malta | Malta             | 01:1 0(49.) | 1:1 | přátelský zápas    |
| 050                 | 17. 10. 2007 | Tivoli Neu, Innsbruck, Rakousko         | Pobřeží slonoviny | 02:1 0(64.) | 3:2 | přátelský zápas    |
| 060                 | 26. 3. 2008  | Ernst-Happel-Stadion, Vídeň, Rakousko   | Nizozemsko        | 01:0 0(6.)  | 3:4 | přátelský zápas    |
| 070                 | 6. 9. 2008   | Ernst-Happel-Stadion, Vídeň, Rakousko   | Francie           | 03:1 0(73.) | 3:1 | kvalifikační zápas |
| 080                 | 7. 10. 2011  | Dalğa Arena, Mərdəkan, Ázerbájdžán      | Ázerbájdžán       | 00:1 0(34.) | 1:4 | kvalifikační zápas |
| 090                 | 29. 2. 2012  | Hypo-Arena, Klagenfurt, Rakousko        | Finsko            | 03:0 0(73.) | 3:1 | přátelský zápas    |
| 100                 | 15. 8. 2012  | Ernst-Happel-Stadion, Vídeň, Rakousko   | Turecko           | 02:0 0(6.)  | 2:0 | přátelský zápas    |
| 110                 | 22. 3. 2013  | Ernst-Happel-Stadion, Vídeň, Rakousko   | Faerské ostrovy   | 03:0 0(28.) | 6:0 | kvalifikační zápas |
| 120                 | 15. 10. 2013 | Tórsvøllur, Tórshavn, Faerské ostrovy   | Faerské ostrovy   | 00:1 0(16.) | 0:3 | přátelský zápas    |
| Platí k 28. 1. 2017 |              |                                         |                   |             |     |                    |